# Forever Delayed
Forever Delayed é um álbum de grandes êxitos da banda galesa de rock Manic Street Preachers, lançada em 2002, pela gravadora Epic Records. O repertório baseia-se nos principais sucessos do grupo lançados entre 1991 e 2002, incluindo a gravação inédita de "There by the Grace of God". O álbum alcançou a quarta posição na parada de álbuns do Reino Unido.

## Faixas
1. "A Design For Life"
2. "Motorcycle Emptiness"
3. "If You Tolerate This Your Children Will Be Next"
4. "La Tristesse Durera (Scream to a Sigh)"
5. "There By The Grace Of God"
6. "You Love Us"
7. "Australia"
8. "You Stole The Sun From My Heart"
9. "Kevin Carter"
10. "Tsunami"
11. "The Masses Against The Classes"
12. "From Despair To Where"
13. "Door To The River"
14. "Everything Must Go"
15. "Faster"
16. "Little Baby Nothing"
17. "Theme From M*A*S*H (Suicide is Painless)"
18. "So Why So Sad"
19. "The Everlasting"
20. "Motown Junk"

Remixes
1. "La Tristesse Durera (Scream To A Sigh)" (Chemical Brothers Mix)
2. "Faster (Chemical Brothers Mix)"
3. "If You Tolerate This Your Children Will Be Next" (Massive Attack Mix)
4. "If You Tolerate This Your Children Will Be Next" (David Holmes Mix)
5. "Tsunami" (Cornelius Mix)
6. "Tsunami" (Stereolab Mix)
7. "You Stole The Sun From My Heart" (Mogwai Mix)
8. "You Stole The Sun From My Heart" (David Holmes Mix)
9. "So Why So Sad" (Avalanches Mix)
10. "Let Robeson Sing" (Ian Brown Mix)
11. "Kevin Carter" (Jon Carter Mix)
12. "A Design For Life" (Stealthsonic Orchestra Mix)
13. "The Everlasting" (Stealthsonic Orchestra Mix)